# Опутенки

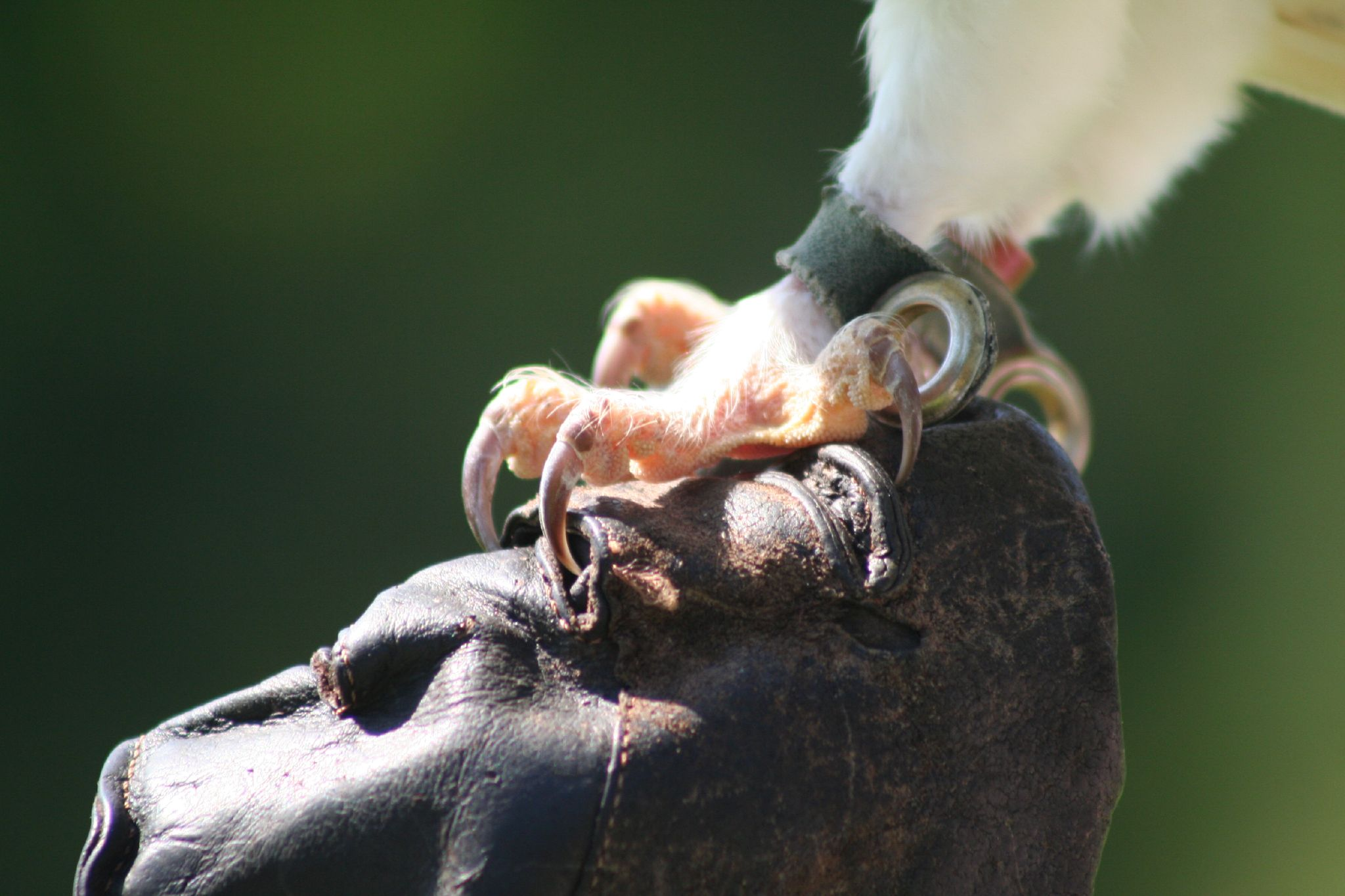
Опутенки з кільцями на ногах сипухи звичайної

Опутенки або кайданики — у соколиному полюванні шкіряні чи суконні круглі ремінці, які надягаються на ноги мисливського птаха для приручування та навчання ловам.
Опутенки складаються з двох ремінців, широких на одному кінці і вузьких на іншому. На обох кінцях містяться отвори. На широкому кінці, яких охоплюється лапа мисливського птаха, цих отворів два, а на вузькому кінці, до якого кріпиться довжик, — один. До цього отвору прикріпляють вузлом металеве кільце для довжика.